# Fred Williams (drummer)
Frederick Louis Williams, ook wel Black Fred Williams (1910), was een Amerikaanse bluesdrummer.

## Biografie
Williams werkte van 1937 tot 1940 in Chicago mee voor Okeh Records bij plaatopnamen van Curtis Jones (Blues and Trouble) en meerdere blueszangeressen als Merline Johnson, Lil Johnson (Stavin' Chain) en Victoria Spivey (Time Ain't Long). Tijdens de vroege jaren 1940 nam hij op met Sonny Boy Williamson I op (Decoration Day Blues No. 2, Bluebird Records), verder tijdens deze periode met Big Bill Broonzy en Memphis Minnie (1939). De jazzdiscograaf Tom Lord noteerde tussen 1937 en 1940 Williams betrokkenheid bij negen opnamesessies. Volgens de Encyclopedia of the Blues was hij een belangrijke drummer van de vroege urbanblues, die ook speelde met Washboard Sam, Ernest Lawyer, Walter Vinson, Willie James en Bumble Bee Slim. 
- Gemeinsame Normdatei: 134557522
- International Standard Name Identifier: 0000 0004 1616 6216
- Library of Congress Control Number: no98056212
- MusicBrainz: 3b9ca668-ef4c-4dc0-96f9-c6e0a57d33b6
- Virtual International Authority File: 122323936